# Dirk Borchardt
Dirk Borchardt (Berlin, 24. veljače 1969.) njemački je televizijski, kazališni i filmski glumac. Poznat je po ulogama u filmovima Hitler: Konačni pad, Mačak u vreći, Berlin Calling i televizijskoj seriji Cobra 11.

## Životopis
Rođen je 1969. u Berlinu, gdje je stekao osnovno i srednjoškolsko obrazovanje. Tu je studirao i glumu pri školi Die Etage, gdje je stekao znanja iz drugih područja filmskih umjetnosti. Glumačku karijeru započeo je u kazalištu, gdje je glumio pretežno u tragedijama, a već 1992. dobiva sporednu ulogu u televizijskoj seriji Dobra vremena, loša vremena i ostvaruje suradnju s poznatim redateljima (Dominik Graf, Velt Helmer).
Od 30. svibnja 2015. u braku je s glumicom Caroline Frier.
Osim njemačkog, govori i engleski jezik. Uz pjevanje, bavio se i tajlandskim boksom, capoerom i akrobatikom. Živio je u Stockholmu, Kölnu, Londonu, Dresdenu i Leipzigu, gdje je bio član kazališnih ansambala.

## Filmografija
(izabrana filmografija)
- Dobra vremena, loša vremena (sezona 1992.)
- Berlin je u Njemačkoj (2001.)
- Mačak u vreći (2004.)
- Hitler: Konačni pad (2004.)
- Na granici (2006.)
- Berlin Calling (2008.)
- Naposljetku nada (2011.)
- Pastorka (2013.)
- Cobra 11 (sezona 2014.)